# Allencotyla
Allencotyla är ett släkte av plattmaskar. Allencotyla ingår i familjen Heteraxinidae.
Kladogram enligt Catalogue of Life:
| Allencotyla | \| \| Allencotyla mcintoshi \| \| \| \| \| \| Allencotyla pricei \| \| \| \| |
|             | \| \| Allencotyla mcintoshi \| \| \| \| \| \| Allencotyla pricei \| \| \| \| |
|             | Cynoscionicola                                                               |
|             |                                                                              |
|             | Helixaxine                                                                   |
|             |                                                                              |
|             | Heteraxinoides                                                               |
|             |                                                                              |
|             | Leuresthicola                                                                |
|             |                                                                              |
|             | Lintaxine                                                                    |
|             |                                                                              |
|             | Pseudochauhanea                                                              |
|             |                                                                              |
|             | Zeuxapta                                                                     |
|             |                                                                              |
|             | Allencotyla mcintoshi                                                        |
|             |                                                                              |
|             | Allencotyla pricei                                                           |
|             |                                                                              |

|  | Allencotyla mcintoshi |
|  |                       |
|  | Allencotyla pricei    |
|  |                       |